# Selecció de bàsquet de Veneçuela
La Selecció de bàsquet de Veneçuela és l'equip format per jugadors de veneçolans que representen la Federació Veneçolana de Bàsquetbol a les competicions internacionals organitzades per la Federació Internacional de Bàsquet (FIBA) i el Comitè Olímpic Internacional (COI): els Jocs Olímpics, el Campionat mundial de Bàsquet i la FIBA AmeriCup. Pertany a la zona FIBA Amèrica.

## Classificacions

### Jocs Olímpics
- 1992 - 11
- 2016 - 10

### Campionats mundials
- 1990 - 11
- 2002 - 14
- 2006 - 21
- 2019 - 14

### Campionats americans
- 1988 - 7
- 1989 - 4
- 1992 -  2
- 1993 - 6
- 1995 - 9
- 1997 - 7
- 1999 - 5
- 2001 - 5
- 2003 - 5
- 2005 -  3
- 2007 - 8
- 2009 - 9
- 2011 - 5
- 2013 - 6
- 2015 -  1
- 2017 - 9

### Jocs Panamericans
- 1955 - 6
- 1975 - 8
- 1983 - 8
- 1987 - 8
- 1991 – 10[a]
- 2015 - 7
- 2019 - 5
- 2023 -  2

1. ↑  Classificada en sisena posició, fou relegada a la desena per dopatge.

### Campionats sud-americans
- 1955 - 9
- 1961 - 8
- 1977 - 4
- 1979 - 5
- 1983 - 4
- 1985 - 4
- 1987 -  2
- 1989 - 4
- 1991 -  1
- 1993 -  3
- 1995 - 4
- 1997 -  2
- 1999 -  3
- 2001 -  3
- 2003 - 4
- 2004 -  3
- 2006 - 4
- 2008 -  3
- 2010 - 4
- 2012 -  2
- 2014 -  1
- 2016 -  1

### Campionats centre-americans
- 1969 - 4
- 1971 -  3
- 1973 - 5
- 1975 - 6
- 1981 - 6